# Plectobranchus evides
Plectobranchus evides är en fiskart som beskrevs av Gilbert, 1890. Plectobranchus evides ingår i släktet Plectobranchus och familjen taggryggade fiskar. Inga underarter finns listade i Catalogue of Life.